# Эннеаграмма

Эннеаграмма

Эннеаграмма — девятиугольная фигура из двух фигур, вписанных в круг (всего три фигуры). По словам Гурджиева «показывает общность „закона семи“ и „закона трёх“». Термин происходит от двух греческих слов, εννέα (девять) и γραμμή (что-то написанное или нарисованное).
В философской концепции Гурджиева эннеаграмма — фундаментальный символ ряда скрытых мистических мировых законов. Согласно его взглядам, она имеет многовековую историю, являясь древним символом духовного развития человека. Приверженцы вышеназванного учения почитают Эннеаграмму важным инструментом самопознания и саморазвития, который можно использовать для достижения «высоких состояний бытия» и просветления.
Эннеаграмма личности, в том виде, в котором мы ее изучаем сегодня, была разработана в 1970-е годы боливийцем Оскаром Ичазо, который в то время жил в Арике, Чили. Считается, что Ичазо познакомился с ней в том же суфийском ордене, в котором в свое время проходил обучение Гурджиев. Он был первым, кто описал 9 фундаментальных психологических мотивов и присущие им фиксации мышления и поведения.
В отличие от некоторых  других типологий, Эннеаграмма – это динамическая модель. Она не только описывает статические личностные качества, но также очень точно отражает, что происходит с человеком в состоянии стресса или комфорта. Когда мы находимся в привычной, спокойной обстановке, с достаточно близкими людьми, мы ведем себя не так, как когда попадаем в незнакомую напряженную или стрессовую ситуацию. Эти изменения модель Эннеаграммы описывает при помощи стрелок.